# Astragalus bahrakianus
Astragalus bahrakianus là một loài thực vật có hoa trong họ Đậu. Loài này được Grey-Wilson miêu tả khoa học đầu tiên.